# 사이공 핫팟
사이공 핫팟(Saigon Hotpot)은 외국인 여행자들을 위해 무료로 여행 안내 프로그램을 운영하는 대학생들의 자원활동 클럽이다. 2006년 호치민대학교 학생들이 주축이 되어 설립하였다. 트립어드바이저와 여행안내서 론리 플래닛에도 소개되었다. 여행자들의 기부금을 적립해 경매나 자선바자회를 열어 가난한 지역 초등학생들에게 장학금과 교재를 지원하는 SKY LANTERN 프로그램도 운영하고 있다.

## 여행 프로그램

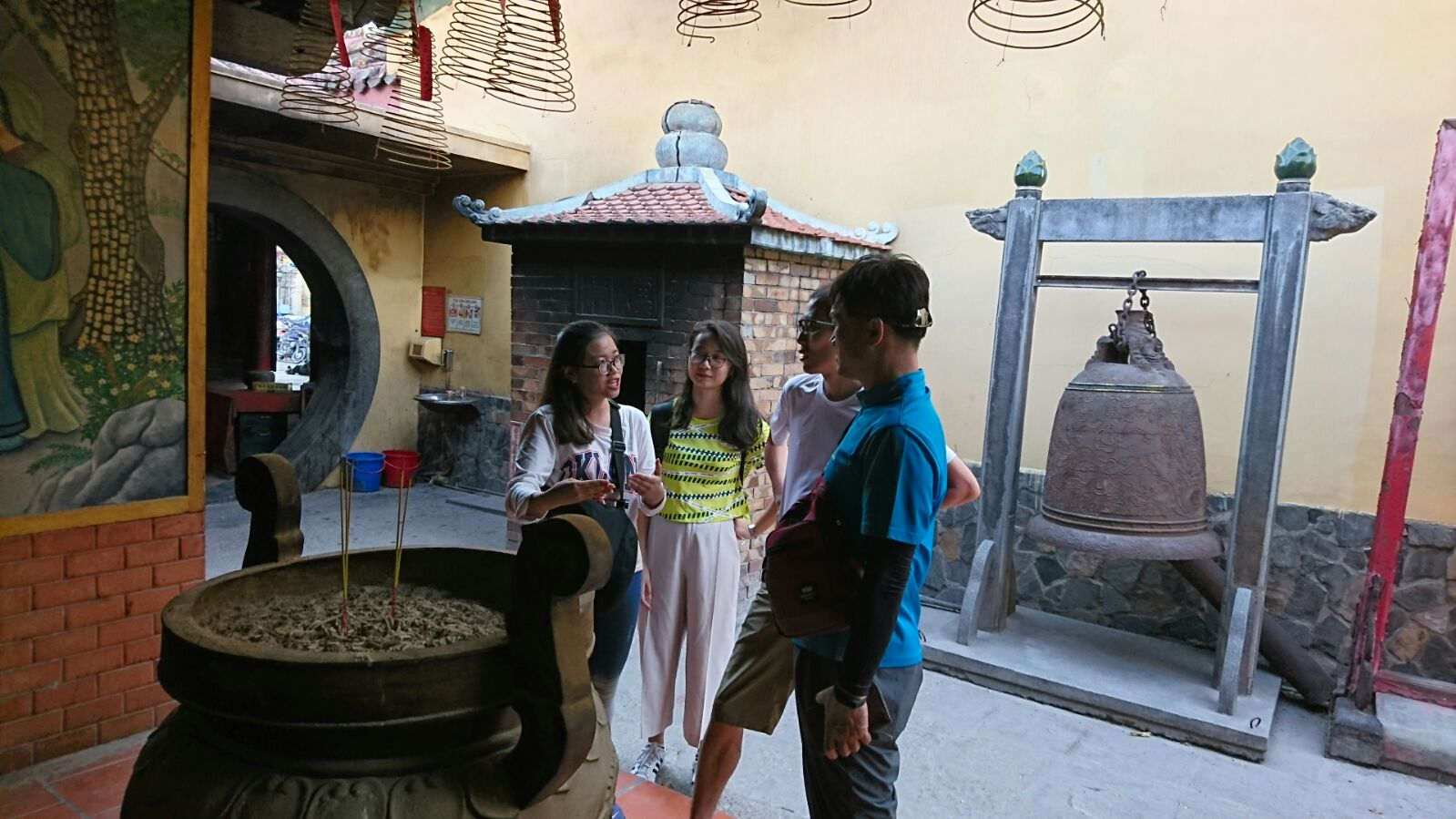
사이공 핫팟 가이드와 한국인 관광객, 니푸 사당

대학생인 가이드와 호치민시의 명소를 방문하거나 현지 가옥에 가서 베트남 전통 음식을 즐길 수 있다. 그 외에도 상담을 통해 다양한 프로그램을 제공한다.

### 투어 종류
- 호치민시 투어 (City Tour)
- 중국인거리 투어 (Chinatown Tour)
- 전통음식 투어 (Traditional Meal Tour)
- 전통의상 투어 (Tailor Made Tour)
- 야간 길거리 음식 투어(Night Street Food Tour)
- 아침 음식 투어 (Saigon Inside Out)[5]